# Technika Informacyjna
Technika Informacyjna (ang. information technique) – wykorzystanie wiedzy w projektowaniu i eksploatacji urządzeń, oprogramowania i sieci z wykorzystaniem technologii informacyjnej do gromadzenia, wysyłania, przesyłania, analizowania i odbierania informacji.